# Vi må da håbe det bli'r bedre i morgen
Vi må da håbe det bli'r bedre i morgen er det femte album af den jyske komikertrio De Nattergale.
Albummet toppede som #2 på Tjeklistens Album Top 20, og var på listen i otte uger.

## Spor
Alle sange er skrevet af De Nattergale.
1. "En lille åndssvag melodi"
2. "Folmers Polteabend"
3. "Jeg er ked af jeg tog telefonen"
4. "Det er tilfældigvis no'et jeg ved noget om"
5. "Bare lige en enkelt mer'"
6. "Conny"
7. "Bulgernes skvølpen" (Til minde om Regnar Worm)
8. "Han sku' helt ha' ladt vær'"
9. "Banjo-Vagn vol. 1"
10. "Es war einmal ein Pudelhund"
11. "Banjo-Vagn vol. 2"
12. "La' det lig'"
13. "Banjo-Vagn vol. 3"